# Motorizirana pratnja
Motorizirana pratnja, eskortna pratnja ili eskort predstavlja pratnju štićenih osoba tijekom njihovog kretanja automobilima. Ostvaruje se odgovarajućim rasporedom automobila i motocikala (motorizirana pratnja), odnosno njihovom kombinacijom oko vozila štićene osobe koja se prati (ili više njih), sa svrhom osiguranja njihove tjelesne zaštite, tijeka kretanja po protokolu te iskazivanju počasti (u pravilu stranim šefovima država, vlada i drugim visokim dužnosnicima).
Eskortno osiguranje štićenih osoba provodi se po točno definiranim pravilima za svaku razinu zaštite, a postupak štićenja provodi se u nekoliko faza. Prva je izrada sigurnosne prosudbe. Nakon toga se izrađuje koncept štićenja odnosno odabir metode, planiranje provedbe, realizacija i praćenje učinkovitosti.
Sastav kolone ovisi o važnosti štićene osobe, njezinom rangu, počasti koja joj se želi pružiti, ali i o sigurnosnoj procjeni. Eskortna pratnja može se ostvariti s jednim, dva, četiri vozila koja prate glavno vozilo, ili nekom drugom kombinacijom (motocikli, i dr.). Ako se pet vozila nalazi u koloni, tada struktura kolone izgleda ovako:
1. prethodnica,
2. vozilo sigurnosti S1,
3. glavno vozilo (vozilo štićene osobe),
4. vozilo sigurnosti S2,
5. zaštitnica.

U svakom vozilu nalazi se vozač i pratilac. Uloga vozača je stići na odredište točno na vrijeme, ali i reagirati na eventualnu opasnost. Pratilac služi kao neposredna zaštita štićene osobe, koja sjedi na stražnjem sjedalu u glavnom vozilu. Vrata otvara pratilac, nikad štićena osoba jer su najkritičniji trenuci upravo kod izlaska iz vozila ili dok vozilo nije u pokretu. Udaljenost između vozila u koloni ne smije biti veća od 4 do 5 metara. Između glavnog i vozila sigurnosti S1 i S2 ne smije doći nikakvo vozilo. To je takozvana sterilna zona. Bilo kakav pokušaj povrede sterilne zone znači ugrožavanje štićene osobe i sigurnosna vozila S1 i S2 to moraju spriječiti.

## Pratnja kao dio protokola
Motorizirana pratnja, odnosno svečana povorka, dio je ceremonijala svečanog dočeka najviših stranih gostiju. Za vrijeme državnog posjeta, prijevoz gosta organiziran je svečanom povorkom automobila (ponegdje još i kočijom). Automobil glavnog gosta najčešće prati veći broj motociklista ili garda na konjima. Na automobilu glavnog gosta vije se zastava gosta i zastava domaćina.
Za vrijeme službenog i radnog posjeta svečana pratnja je smanjena, odnosno često se svodi samo na eskortno osiguranje u smislu zaštite gosta. 
U Republici Hrvatskoj praksa je da se motorizirana pratnja uvijek osigurava stranim šefovima država, šefovima vlada, predsjednicima parlamenata, ministrima vanjskih poslova, ministrima obrane i načelnicima glavnog stožera, veleposlanicima prilikom ceremonijala predaje vjerodajnice. Ostalim stranim dužnosnicima pratnja se osigurava ovisno o njihovom rangu i važnosti, ali i o sigurnosim procjenama. Od domaćih dužnosnika, eskortnu pratnju imaju predsjednik Republike Hrvatske i predsjednik Vlade. Ostali visoki dužnosnici mogu imati pratnju, ako to zahtijevaju potrebe njihove sigurnosti.